# NGC 7463
NGC 7463 este o galaxie situată în constelația Pegas. A fost descoperită în 16 octombrie 1784 de către William Herschel. Se află la o distanță de 23,12 de megaparseci de Pământ.